# 710 v.Chr.
Het jaar 710 v.Chr. is een jaartal volgens de christelijke jaartelling.

## Gebeurtenissen

### Assyrië
- Koning Sargon II verovert Syrië en Palestina, de Meden moeten schatting betalen aan Assur.
- Sargon II belegert Babylon, de Chaldeeën bieden verbitterd tegenstand.

### Griekenland
- Einde van de Eerste Messenische Oorlog tussen Sparta en Messenië.